# Trentepohlia angusticincta
Trentepohlia angusticincta är en tvåvingeart som beskrevs av Alexander 1947. Trentepohlia angusticincta ingår i släktet Trentepohlia och familjen småharkrankar. Inga underarter finns listade i Catalogue of Life.